# Gulbenkian-Preis
Der portugiesische Gulbenkian-Preis (port. Prémio Calouste Gulbenkian de Ciência e Tecnologiia) ist eine von der Calouste Gulbenkian Foundation erstmals 1976 jährlich verliehene Auszeichnung, die zunächst in den Bereichen Wissenschaft und Technik an Personen und/oder Organisationen aus Portugal vergeben wurde. 2012 strukturierte die Foundation ihre Auszeichnungsvergabe neu. Neben den Gulbenkian-Preisen für Zusammenhalt, Wissen und Nachhaltigkeit wird seit 2020 der internationale Gulbenkian-Preis für Menschlichkeit verliehen.   